# Dolores Louise Tsadjia
 (avril 2025).
Dolores Louise Tsadjia, née le 9 mars 1999 à Yaoundé au Cameroun est une footballeuse camerounaise. Elle joue comme défenseure ou milieu de terrain,.

## Biographie
Dolores Louise Tsadjia commence sa carrière à AS Green City où elle évolue comme arrière latéral gauche. Elle met ses talents au service de l'équipe nationale camerounaise des moins de 17 ans et participe à la Coupe du monde féminine de football des moins de 17 ans 2016 organisée par la FIFA,,. Elle joue par la suite à Louves Minproff de Yaoundé. En mai 2021, elle signe un contrat d'une saison avec l'équipe féminine de football FK Dinamo Minsk. En 2022, elle est recrutée par l'équipe Football féminin Yzeure Allier Auvergne. En 2023, elle joue pour Grenoble Foot 38 (féminines). En 2024, elle entame une nouvelle phase de sa carrière avec Chambéry Savoie Football.